# Бахр-ель-Газаль
Бахр-ель-Газа́ль (араб. بحر الغزال «Річка газелей») — річка в Південному Судані, ліва притока Білого Нілу.
Довжина річки Бахр-ель-Газаль — 716 км, площа басейну — 520 000 км².
Витік річки міститься у місці злиття річок Джур і Ель-Араб. Межиріччя цих річок вперше дослідила голландська мандрівниця Олександріна Тинне. 
Вперше Бахр-ель-Газаль позначений на мапі в 1772 році французьким географом Жаном Баптистом Д'Анвіллем (фр. Jean-Baptiste Bourguignon d'Anville). 
Бахр-ель-Газаль є судноплавним до злиття згадуваних вище річок (в період літніх дощів від міста Вау на річці Джур).